# Leon Rupnik

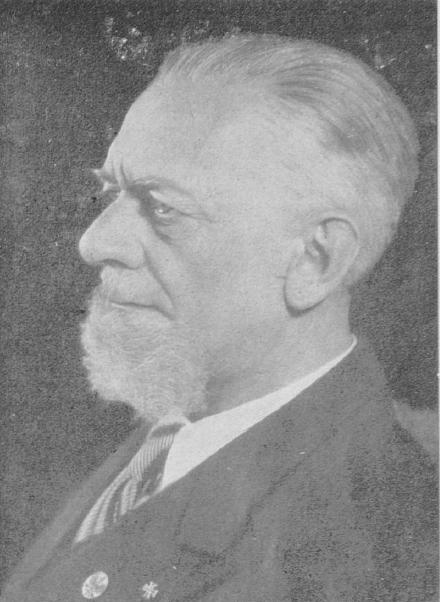
Leon Rupnik (1944)

Leon Rupnik (auch Leo, Lev oder Lav, „Löwe“ genannt; * 10. August 1880 in Lokve bei Čepovan; † 4. September 1946 in Ljubljana) war ein österreich-ungarischer Offizier, jugoslawischer General und Politiker, der während des Zweiten Weltkriegs mit der italienischen und deutschen Besatzungsmacht zusammenarbeitete.

## Leben
Leon Rupnik wurde am 10. August 1880 in Lokve bei Görz als Sohn des k.u.k. Försters Franc Rupnik und der Ana Ogrizek geboren. Er besuchte die Volksschule in Idria und danach das (deutschsprachige) Benediktinergymnasium in Sankt Paul im Lavanttal. Ein Jahr später wechselte er an den deutschsprachigen Zweig des Laibacher Gymnasiums. Nach Abschluss des Gymnasiums besuchte er von 1895 bis 1899 die Offizierschule in Triest. Nach einigen Jahren im Offiziersdienst kam er an die k.u.k. Kriegsschule in Wien. Dort wurde er für seine militärische Begabung, Gelassenheit und Entschlossenheit gelobt, jedoch wurde ihm Mangel an diplomatischem Geschick und Fähigkeit zur Führung auf oberster Ebene nachgesagt. Obschon er als guter Student galt, fand er doch keine Nähe zu seinen Kameraden. Nach Abschluss der Kriegsschule wurde er Festungskommandant in Nevesinje (Herzegowina) und später Generalstabsoffizier in Mostar, wo er 1913 zum Hauptmann befördert wurde. In dieser Zeit heiratete er.
Im Ersten Weltkrieg nahm Rupnik am Angriff der österreichisch-ungarischen Armee auf Serbien teil. 1915 kam er an die Front am Isonzo und ab 1916 an die Front in Russland. An allen Fronten wurde er für seine Tapferkeit ausgezeichnet, wobei er auch des Ritterkreuz des Leopold-Ordens erster Klasse erhielt. Das Kriegsende erlebte er als Generalstabschef in der Bucht von Kotor.
1919 wurde Leon Rupnik als Generalstabsmajor in die Armee des Königreichs der Serben, Kroaten und Slowenen aufgenommen. 1933 wurde er bereits Brigadegeneral und 1937 Divisionsgeneral. 1938 wurde er nach Ljubljana (Laibach) versetzt, wo er für die Errichtung der nach ihm Rupnik-Linie benannten Verteidigungsanlagen zuständig war. Bei Kriegsbeginn wurde er Kommandant der 1. Armade in Zagreb, welche die Grenzen zu Italien und dem Großdeutschen Reich schützen sollte. Nach der Kapitulation der Jugoslawischen Armee suchte er Zuflucht in Celje (Cilli) und begab sich einige Monate später nach Ljubljana. Rupnik verhehlte seine Gegnerschaft zum Kommunismus nicht. Deshalb verübten Angehörige des kommunistischen Sicherheits- und Nachrichtendienstes VOS einen Anschlag auf Rupnik, bei dem er jedoch nur leicht verletzt wurde.
Erst im Juni 1942, nach dem Rücktritt des Laibacher Bürgermeisters Juro Adlešič, entschied sich Rupnik dazu, mit der italienischen Besatzungsmacht zusammenzuarbeiten. Auf Vorschlag des Chefs der italienischen Verwaltung in der Provinz Laibach, Emilio Grazioli, wurde Rupnik zum Laibacher Bürgermeister ernannt. Als entschiedener Antikommunist schlug er den Italienern die Zusammenarbeit besonderer slowenischer Einheiten gegen die Partisanen der „Befreiungsfront“ (Osvobodilna Fronta) vor. Diese Zusammenarbeit wurde auch vom antikommunistischen Slowenischen Bund (Slovenska zveza) verurteilt und führte dazu, dass die jugoslawische Exilregierung in London Rupnik den Generalstitel entzog, was auch im britischen Radio verkündet wurde.
Nach der Kapitulation Italiens baute Leon Rupnik die Slowenische Heimwehr auf, die mit der deutschen Besatzungsmacht zusammenarbeitete. Seine Kollaboration umfasste mehrere Ebenen, von der Verwaltung über ideologische Aspekte bis zur militärischen Zusammenarbeit mit Wehrmacht und Waffen-SS bei der Bekämpfung der Partisanen. Rupnik sah die Kollaboration mit den Deutschen als notwendig zur Bekämpfung des Kommunismus an, während die Deutschen ihn als willkommenes Mittel zu ihrer eigenen Herrschaftssicherung ansahen. Dabei räumten sie ihm jedoch keine Mitsprache bei den militärischen Operationen ein. Auf Vorschlag des Bischofs Gregorij Rožman ernannte der deutsche Reichsverteidigungskommissar Friedrich Rainer Rupnik zum Präsidenten der Provinz Laibach, die einen Teil der deutschen Operationszone Adriatisches Küstenland bildete. Rupnik vertrat die Ansicht, er müsse in dieser Position als „Anwalt der slowenischen Nation“ fungieren. Tatsächlich besaß Rupnik auch hier nur wenig Spielraum, da der Leiter des Polizeistabs, SS-General Erwin Rösener, und Hermann Doujak, Friedrich Rainers politischer Berater für die Provinz Laibach, die eigentliche Herrschaft ausübten. Rupnik musste sämtliche öffentlichen Reden zuvor der deutschen Zensurstelle vorlegen. Die Deutschen schrieben ihm auch vor, wann er in der Uniform des Generalinspektors der Slowenischen Heimwehr auftreten durfte. Nach Aufstellung der Heimwehr Ende September 1943 rief sich Rupnik zum Kommandanten aus, doch Rösener entzog ihm diesen Titel wenige Tage später. Politiker der Slowenischen Volkspartei (SLS) sollen Rupnik zur Aufstellung der Heimwehr ermuntert haben, doch dieser überließ die Initiative Rösener. Dieser ernannte den Oberst Franc Krenner, der weder Rupnik noch den katholischen Politikern nahestand, sondern eher den Liberalen.

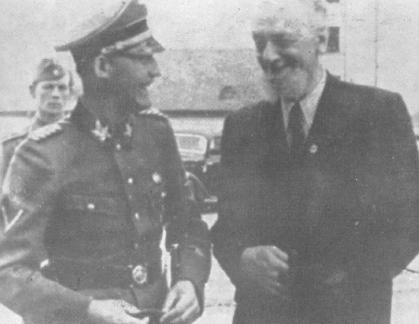
SS-General Erwin Rösener (links) und Leon Rupnik

Ende November 1944 ernannten die Deutschen Rupnik zum Generalinspektor der Slowenischen Heimwehr. Gegen Ende des Krieges wurde er auch deren Kommandant. Am 5. Mai 1945 entzog ihm Rösener das Amt des Präsidenten der Provinz Laibach, das er nun dem Nationalausschuss für Slowenien (Narodni odbor za Slovenijo, NO) überließ, einem Gremium aus Vertretern mehrerer antikommunistischer Parteien. Im Mai 1945 zog sich Rupnik mit der Heimwehr und der deutschen Wehrmacht ins österreichische Kärnten zurück, wo er sich den Briten ergab. Diese hielten ihn einige Zeit in Italien fest und lieferten ihn am 2. Januar 1946 den jugoslawischen Behörden aus.
Rupnik wurde Hauptangeklagter in dem nach ihm benannten Rupnik-Prozess, der am 21. August 1946 in Ljubljana begann. Er wurde des Verrats und der Zusammenarbeit mit den Besatzern für schuldig befunden und am 30. August zum Tode durch Erschießen verurteilt. Für seine Mitangeklagten, den SS-Obergruppenführer Erwin Rösener und den vormaligen Polizeichef Lovro Hacin, lautete das Urteil auf Tod durch Hängen. Weitere Angeklagte wurden zu langjährigen Haftstrafen verurteilt. Alle drei Todesurteile wurden am 4. September 1946 vollstreckt.
Rupnik wurde um 16 Uhr mit einem Auto zur Richtstätte auf dem Schießplatz unter dem Hügel Golovec gebracht. Die Hinrichtung fand vor einer großen Zuschauermenge um 16.15 mit einer Gewehrsalve eines siebenköpfigen Erschießungskommandos statt (in einem der Gewehre war eine Platzpatrone). Vor seinem Tode rief Leon Rupnik: Es lebe das slowenische Volk. Rupniks Leiche wurde fortgeschafft und an einem unbekannten Ort verscharrt.